# Малахов, Николай Михайлович
Никола́й Миха́йлович Мала́хов (1921—1993) — полковник Советской Армии, участник Великой Отечественной войны, Герой Советского Союза (1945).

## Биография
Николай Малахов родился 14 ноября 1921 года в селе Шелаболиха (ныне — Шелаболихинский район Алтайского края). После окончания семи классов школы работал монтёром на Барнаульской телефонной станции, занимался в аэроклубе. В ноябре 1940 года Малахов был призван на службу в Рабоче-крестьянскую Красную Армию. В сентябре 1942 года он окончил Омскую военную авиационную школу пилотов. С июля 1943 года — на фронтах Великой Отечественной войны. 19 июля 1943 года был сбит и попал в плен, однако в августе бежал и присоединился к партизанскому отряду, 10 декабря того же года соединившемуся в советскими частями.
К апрелю 1945 года гвардии капитан Николай Малахов был заместителем командира эскадрильи 76-го гвардейского штурмового авиаполка 1-й гвардейской штурмовой авиадивизии 1-й воздушной армии 3-го Белорусского фронта. К 16 апреля 1945 года он совершил 122 боевых вылета на штурмовку скоплений боевой техники и живой силы противника, его важных объектов, нанеся ему большие потери.
Указом Президиума Верховного Совета СССР от 29 июня 1945 года за «отвагу и героизм, проявленные при нанесении штурмовых ударов по врагу» гвардии капитан Николай Малахов был удостоен высокого звания Героя Советского Союза с вручением ордена Ленина и медали «Золотая Звезда» за номером 6361.
После окончания войны Малахов продолжил службу в Советской Армии. В 1956 году он окончил лётно-тактические курсы. В 1959 году в звании полковника Малахов был уволен в запас. Проживал и работал сначала в городе Алагир в Северной Осетии, затем в городе Лида Гродненской области Белоруссии. Скончался 21 сентября 1993 года, похоронен в Лиде.
Почётный гражданин Лиды. Был также награждён тремя орденами Красного Знамени, орденом Александра Невского, двумя орденами Отечественной войны 1-й степени, орденом Красной Звезды и рядом медалей.